# Narciso (mitologia)
Narciso (in greco antico: Νάρκισσος?, Nárkissos) è un personaggio della mitologia greca, un giovane cacciatore, famoso per la sua bellezza. Figlio della ninfa Liriope e del dio fluviale Cefiso (o, secondo un'altra versione, di Selene ed Endimione), nel mito appare incredibilmente crudele, in quanto disdegna ogni persona che lo ama. A seguito di una punizione divina, s'innamora della sua stessa immagine riflessa in uno specchio d'acqua e muore cadendo nel lago in cui si specchiava.
Esistono diverse versioni del mito: una proviene dai Papiri di Ossirinco ma non è attribuita a Partenio; un'altra si trova nelle Narrazioni di Conone, datata fra il 36 a.C. e il 17 d.C., mentre le più note sono la versione di Ovidio, contenuta nelle Metamorfosi, e quella di Pausania, proveniente dalla sua Guida o Periegesi della Grecia.

## La versione ellenica

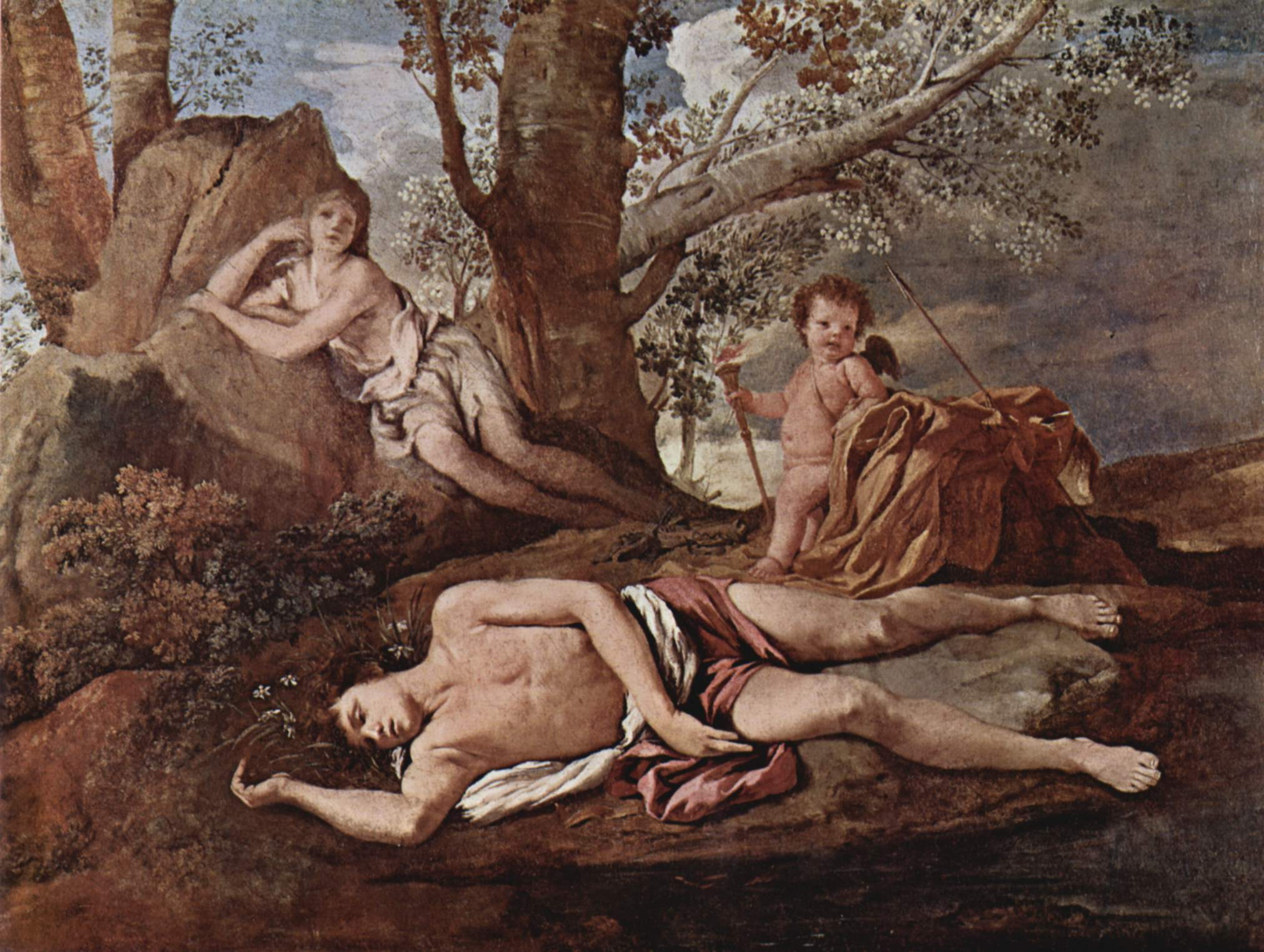
Nicolas Poussin, Eco e Narciso (ca. 1629-1630), Museo del Louvre a Parigi.

La versione ellenica del mito appare come una sorta di racconto morale, nella quale il superbo e insensibile Narciso viene punito dagli Dei per aver respinto tutti i suoi pretendenti di sesso maschile e, in un certo qual senso, lo stesso Eros. Il racconto è quindi pensato come una storia di ammonimento rivolto ai giovani.
Fino a poco tempo fa, le due fonti per questa versione del mito erano un compendio delle opere di Conone, un greco contemporaneo di Ovidio, conservato nella Biblioteca di Fozio e un brano di Pausania, vissuto circa 150 anni dopo Ovidio. Un racconto molto simile è stato però scoperto nel 2004 tra i papiri di Ossirinco, che si crede messi per iscritto da Partenio. Questa versione precede quella di Ovidio di almeno cinquant'anni.
Il mito greco narra che Narciso aveva molti innamorati, che lui costantemente respingeva fino a farli desistere. Solo una giovane ragazza, Eco, non si dava per vinta, tanto che Narciso le donò una spada perché si uccidesse. Eco, obbedendo al volere di Narciso, si trafisse l'addome davanti alla sua casa, avendo prima invocato gli dei per ottenere una giusta vendetta.
La vendetta si compì quando Narciso, contemplando in una fonte la sua bellezza, restò incantato dalla sua immagine riflessa, innamorandosi perdutamente di se stesso. Completando la simmetria del racconto, preso dalla disperazione e sopraffatto dal pentimento, Narciso prese la spada che aveva donato ad Aminia e si uccise trafiggendosi il petto. Dalla terra sulla quale fu versato il suo sangue, si dice che spuntò per la prima volta l'omonimo fiore.

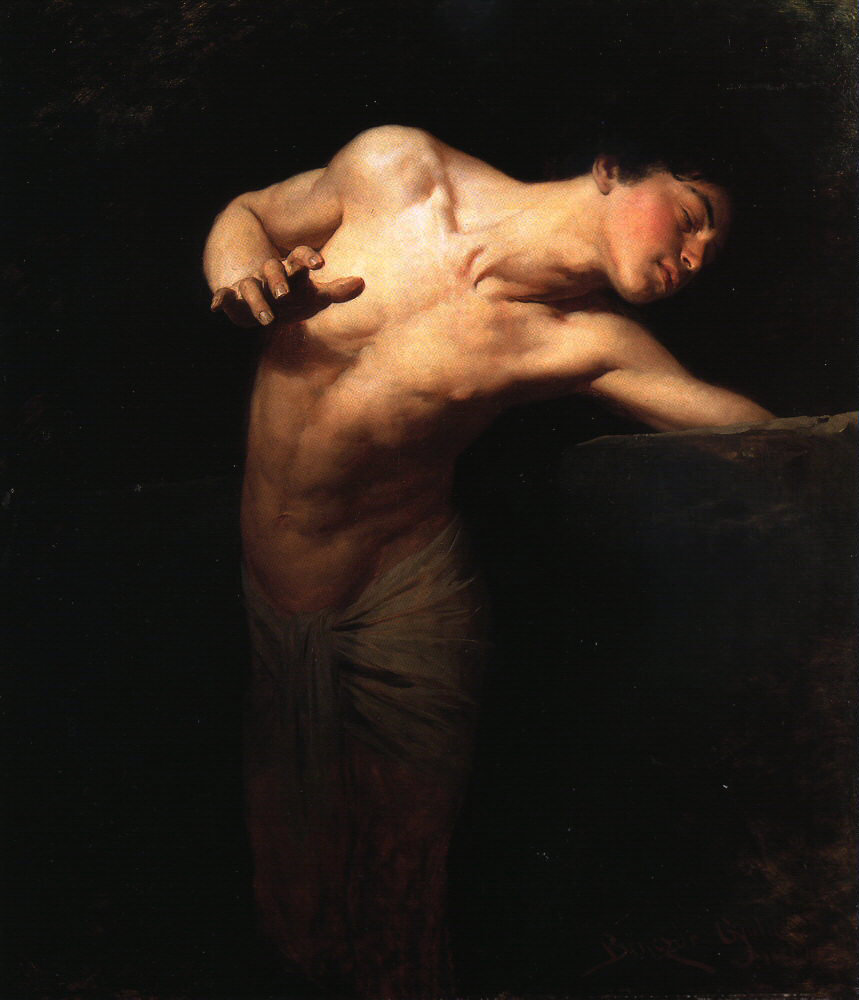
Benczúr Gyula (1844-1920), Narcissus (1881), Magyar Nemzeti Galéria, Budapest

## La versione romana

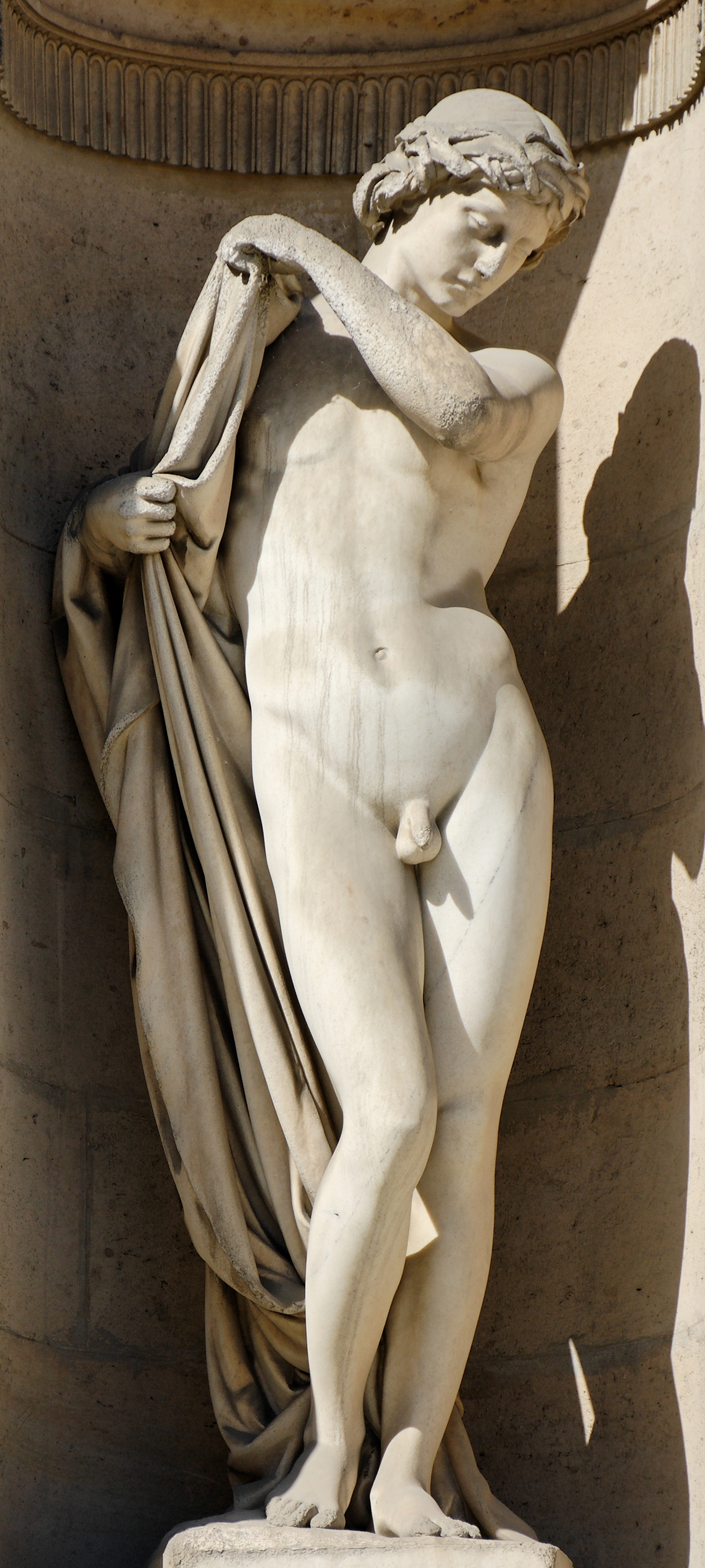
Narcissus di Paul Dubois, Museo del Louvre.

Nel racconto di Ovidio, probabilmente basato sulla versione di Partenio, ma modificata al fine di aumentarne il pathos, Eco, una ninfa dei monti, si innamorò di un giovane vanitoso di nome Narciso, figlio di Cefiso, una divinità fluviale, e della ninfa Liriope. Cefiso aveva circondato Liriope con i suoi corsi d'acqua e, avendola così intrappolata, aveva sedotto la ninfa, che diede alla luce un bambino di eccezionale bellezza. Preoccupata per il futuro del bimbo, Liriope consultò l'indovino Tiresia, il quale predisse che Narciso avrebbe raggiunto la vecchiaia "se non avesse mai conosciuto se stesso."
Quando Narciso raggiunse il sedicesimo anno di età era un giovane di tale bellezza, che ogni abitante della città, uomo o donna, giovane o vecchio, s'innamorava di lui; ma Narciso, orgogliosamente, respingeva tutti. Un giorno, mentre era a caccia di cervi, la ninfa Eco furtivamente seguì il bel giovane tra i boschi, desiderosa di rivolgergli la parola, ma era incapace di parlare per prima, perché costretta a ripetere sempre le ultime parole di ciò che le veniva detto; era stata infatti punita da Giunone, perché l'aveva distratta con dei lunghi racconti mentre le altre ninfe, amanti di Giove, si nascondevano.
Narciso, quando sentì dei passi, gridò: "Chi è là?", Eco rispose: "Chi è là?" e così continuò, finché Eco non si mostrò e corse ad abbracciare il bel giovane. Narciso, però, allontanò immediatamente in malo modo la ninfa, dicendole di lasciarlo solo. Eco, con il cuore infranto, trascorse il resto della sua vita in valli solitarie, gemendo per il suo amore non corrisposto, finché di lei rimase solo la voce.
Nemesi, ascoltando questi lamenti, decise di punire il crudele Narciso. Il ragazzo, mentre era nel bosco, s'imbatté in una pozza d'acqua e si accucciò su di essa per bere. Non appena vide per la prima volta nella sua vita la sua immagine riflessa, s'innamorò perdutamente del bel ragazzo che stava fissando, senza rendersi conto che era lui stesso. Solo dopo un po' si accorse che l'immagine riflessa apparteneva a se stesso e, comprendendo che non avrebbe mai potuto ottenere quell'amore, si lasciò morire struggendosi inutilmente; si compiva così la profezia di Tiresia.
Quando le Naiadi e le Driadi vollero prendere il suo corpo per collocarlo sul rogo funebre, al suo posto trovarono un fiore, al quale fu dato il nome di narciso. Si narra che Narciso, quando attraversò lo Stige, il fiume dei morti, per entrare nell'Oltretomba, si affacciò sulle acque limacciose del fiume, sperando di poter ammirare ancora una volta il suo riflesso.

## La versione di Pausania
Pausania individua la fonte di Narciso a Tespie, in Beozia. Lo scrittore greco trova poco credibile che qualcuno non sia in grado di distinguere un riflesso da una persona reale e cita una variante meno nota, alla quale dà più credito.
In questa versione, Narciso aveva una sorella gemella, del tutto somigliante a lui, con la quale andava spesso a caccia. Narciso alla fine s'innamorò di lei e, quando questa morì, recandosi alla fonte, capì di vedere la propria immagine, ma quel viso assomigliava così tanto alla sorella amata, che gli era di grande consolazione.
Pausania, inoltre, fa notare che il fiore narciso doveva esistere ben prima del personaggio omonimo, visto che il poeta epico Pamphos, vissuto molti anni prima, nei suoi versi narra che, quando Persefone fu rapita da Ade, stava raccogliendo proprio dei narcisi.

## Nella cultura successiva
Il mito di Narciso è stato un'assidua fonte d'ispirazione per gli artisti fino ai giorni nostri, anche ben prima che il poeta latino Ovidio includesse una versione del mito nel libro III delle sue Metamorfosi.

### Pittura
Fra i principali pittori che hanno dedicato opere al mito di Narciso si possono citare: Caravaggio (Narciso, 1600 ca.), Nicolas Poussin (Narciso ed Eco, 1630 ca.), François Lemoyne (Narciso, 1728), William Turner (Narciso ed Eco, 1804), John William Waterhouse (Eco and Narciso, 1903), Salvador Dalí (Metamorfosi di Narciso, 1937).

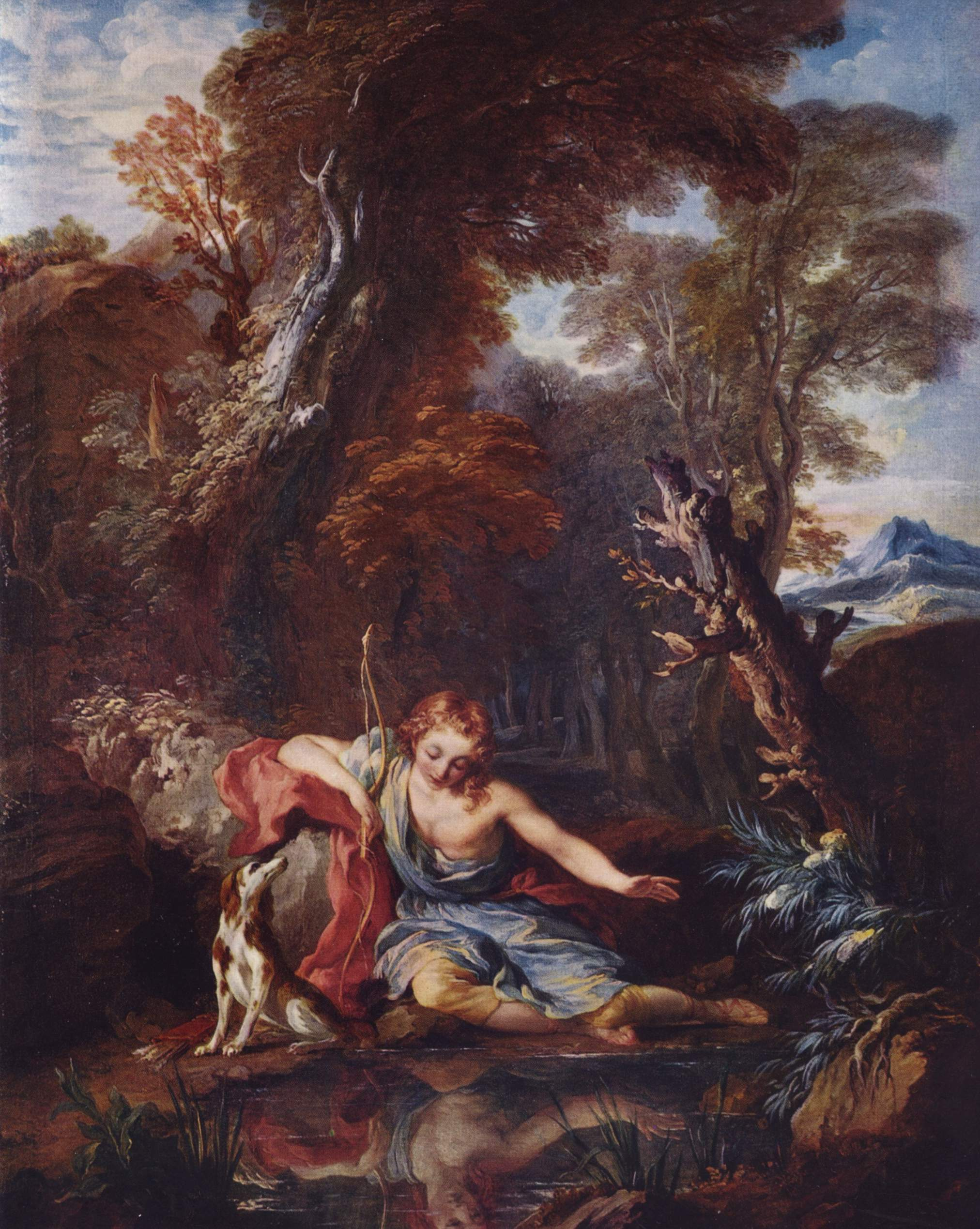
François Lemoyne, Narciso al fonte, (1728 circa). Amburgo, Kunsthalle.

### Letteratura
Il mito e la figura di Narciso sono stati ripresi in secoli più recenti da vari poeti, ad esempio John Keats e Alfred Edward Housman.
Il mito ha influenzato la cultura omoerotica dell'era vittoriana, attraverso lo studio di André Gide del mito (Il Trattato di Narciso, 1891) e l'opera di Oscar Wilde, soprattutto il romanzo Il ritratto di Dorian Gray.
Fëdor Dostoevskij utilizza in alcune poesie e romanzi personaggi con un carattere simile a Narciso (come Jakov Petrovic Goljadkin ne Il sosia, 1846).
Nel romanzo di Stendhal Il rosso e il nero (1830) il personaggio di Mathilde mostra un tipico carattere narcisista; dice difatti il principe Korasoff a Julien Sorel: "Guarda solo se stessa, invece di guardare voi, e così non vi conosce".
Herman Melville fa riferimento al mito di Narciso nel suo romanzo Moby Dick, quando Ismaele spiega che il mito è la chiave di tutto, riferendosi alla questione se sia possibile ritrovare l'essenza della verità all'interno del mondo fisico.
Nei Poemi Conviviali il poeta italiano Giovanni Pascoli dedica il poemetto I Gemelli a Narciso, traendo ispirazione dalla variante riportata da Pausania.

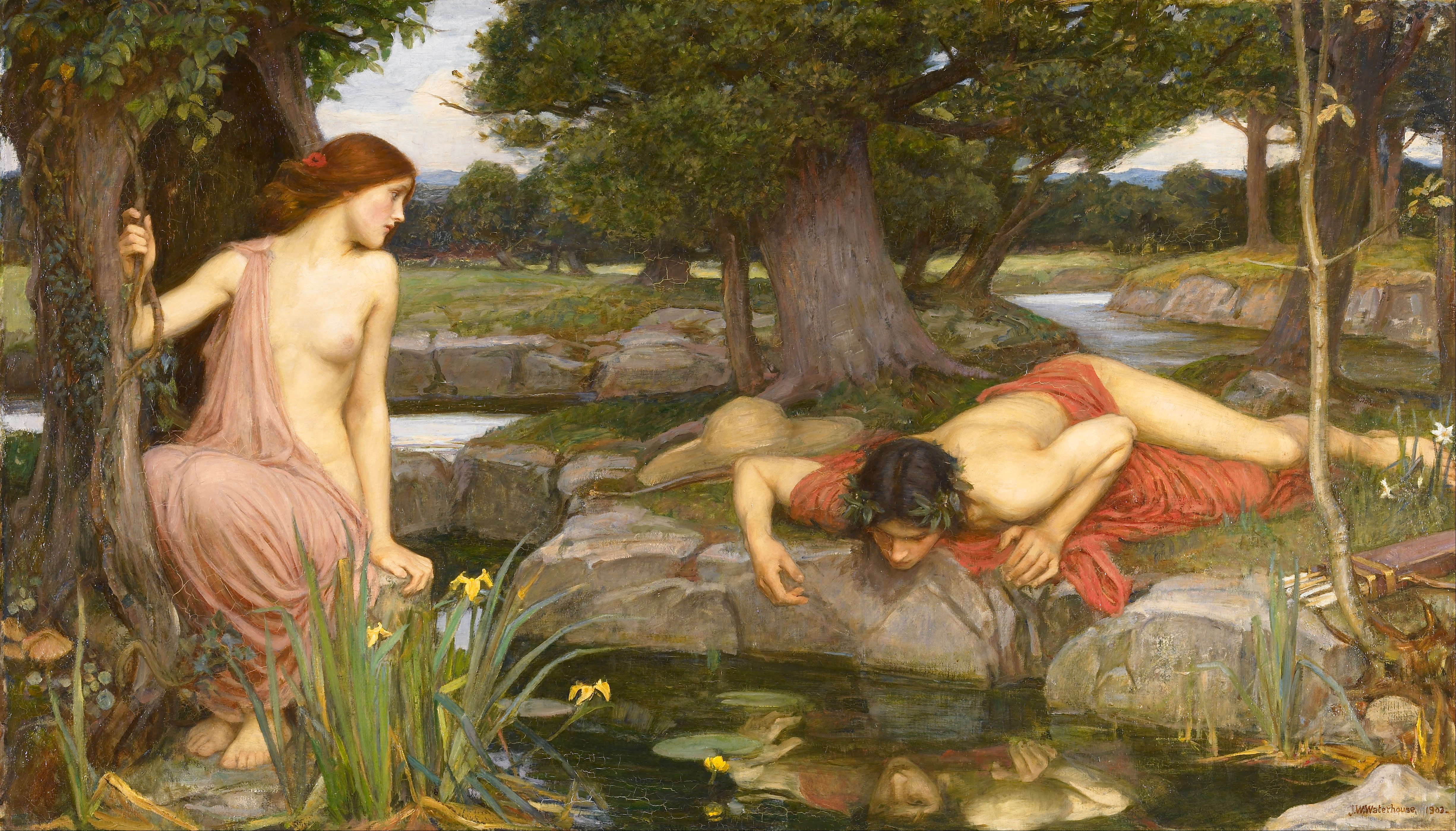
Eco e Narciso (1903), di John William Waterhouse.

Lo scrittore e poeta Rainer Maria Rilke visita il carattere e il simbolismo di Narciso in molte delle sue poesie.
Narciso ha ispirato anche Edgar Allan Poe nel suo William Wilson.
Nel 1930 la figura di Narciso è riproposta dallo scrittore tedesco Hermann Hesse col romanzo Narciso e Boccadoro, nel quale il personaggio è presentato in veste di monaco medievale; qui il "narcisismo" si basa sulla sua intelligenza, piuttosto che sulla bellezza fisica.
Un personaggio del Santuario (1931) di William Faulkner viene denominato Narcissa; è la sorella di Orazio, la quale prova una sorta di amore incondizionato nei confronti del fratello.
Anche il libro di Paulo Coelho L'alchimista (1988) inizia con un riferimento a Narciso.
Seamus Heaney cita Narciso nel suo poema Personal Helicon dalla sua prima collezione Death of a Naturalist.

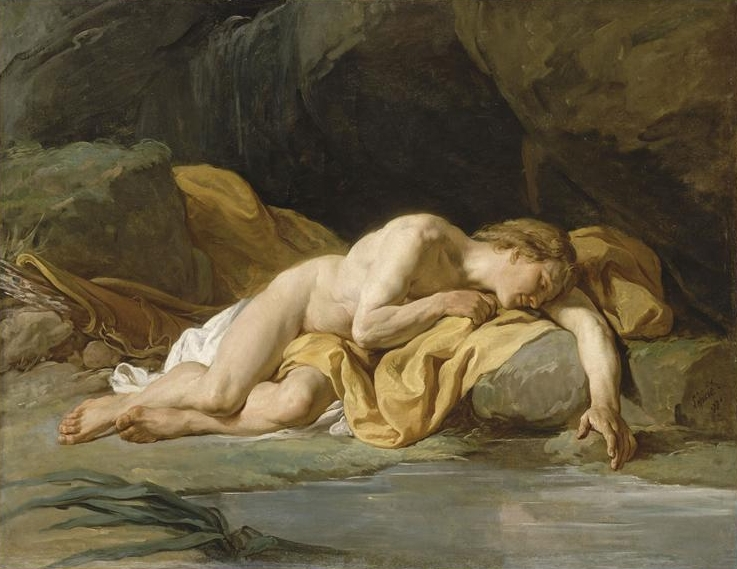
Narcisse (1771), di Nicolas-Bernard Lépicié.

### Musica
A Narciso è dedicato il secondo pezzo del trittico dei Miti op. 30 per violino e pianoforte, del compositore polacco Karol Szymanowski.
Sono state dedicate varie canzoni a questo tema: License to Kill di Bob Dylan si riferisce indirettamente a Narciso; il gruppo metal greco Septic Flesh ha inciso una canzone su Narciso (intitolata Narcissus) nel suo album Communion; il testo della canzone Reflection dei Tool è parzialmente incentrato sul mito di Narciso; altre canzoni inerenti al mito sono: Narcissus di Alanis Morissette, The daffodil lament di The Cranberries e Deep six di Marilyn Manson.
Fra gli autori italiani si può citare: Narciso, tratta dall'album Pierrot Lunaire del gruppo omonimo, La lira di Narciso, tratta dall'album Bianco sporco dei Marlene Kuntz, Parole di burro tratta dall'album Stato di necessità di Carmen Consoli, Una storia d'amore e di vanità di Morgan (Da A ad A. Teoria delle catastrofi), La Cantata del Fiore di Nicola Piovani, Eco e Narciso di Francesco Camattini ed Eco e Narciso-il musical di Nicola e Gianfranco Salvio. Tra i brani di rap italiano ispirati alla figura di Narciso, figurano Specchio di KenKode & Rancore, Narciso di Mattak, Narciso di Beba e Narciso di Lanz Khan presente nell'album Jack Di Fiori

### Su pellicola

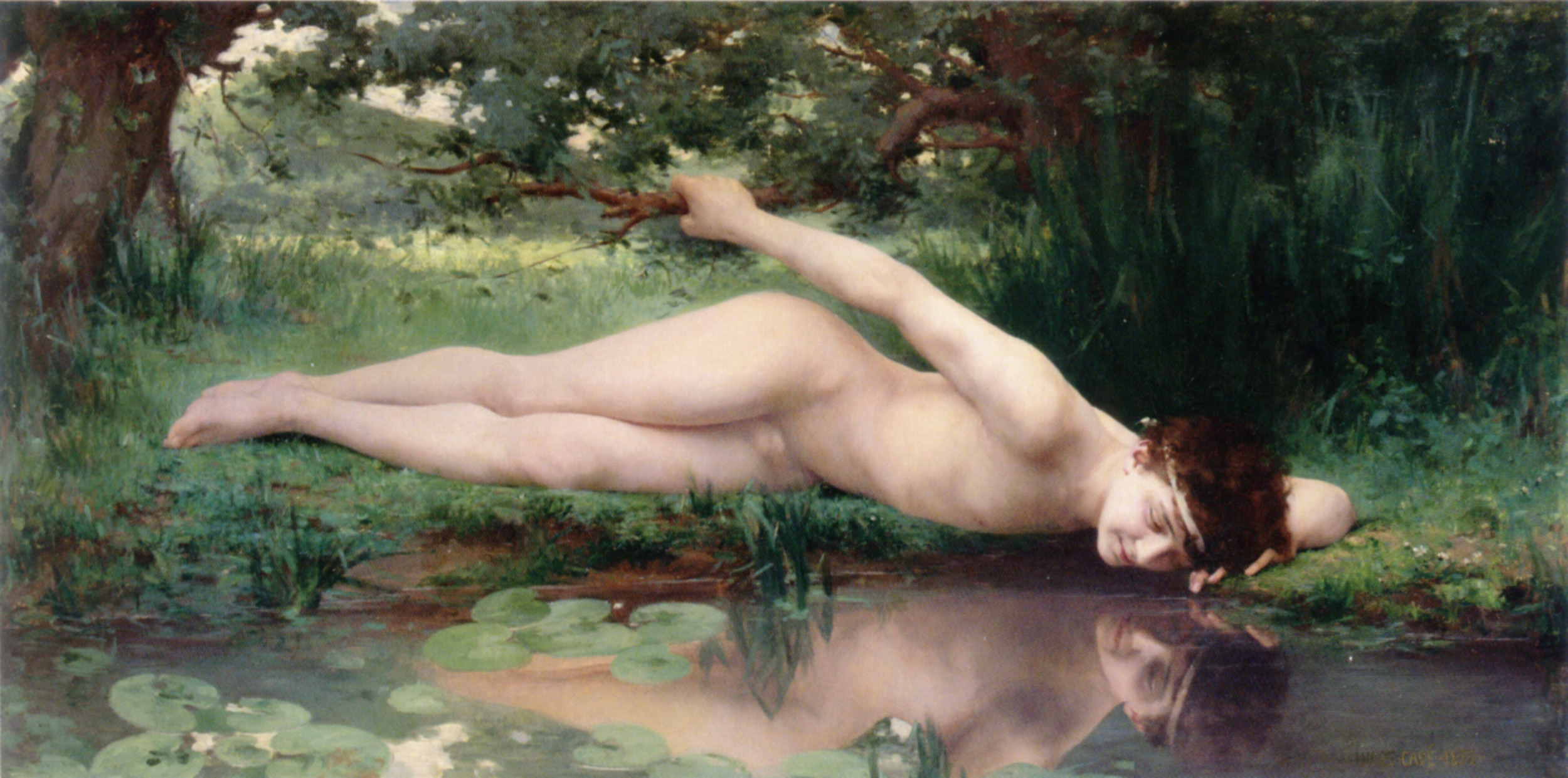
Narciso (1890) di Jules-Cyrille Cavé.

Pink Narcissus (1971) è un film artistico di James Bidgood sulle fantasie di un ragazzo dedito alla prostituzione maschile.
L'autore Norman McLaren ha concluso la sua carriera nel 1983 con un cortometraggio intitolato Narciso, nel quale racconta la leggenda greca attraverso il balletto.
Nel film tunisino del 2005 Bab'Aziz - Il principe che contemplava la sua anima diretto da Nacer Khemir il mito di Narciso viene interpretato dalla figura di un antico principe, il quale sta seduto davanti ad un laghetto cercando di guardarvi dentro, giorno dopo giorno, il riflesso della propria anima.

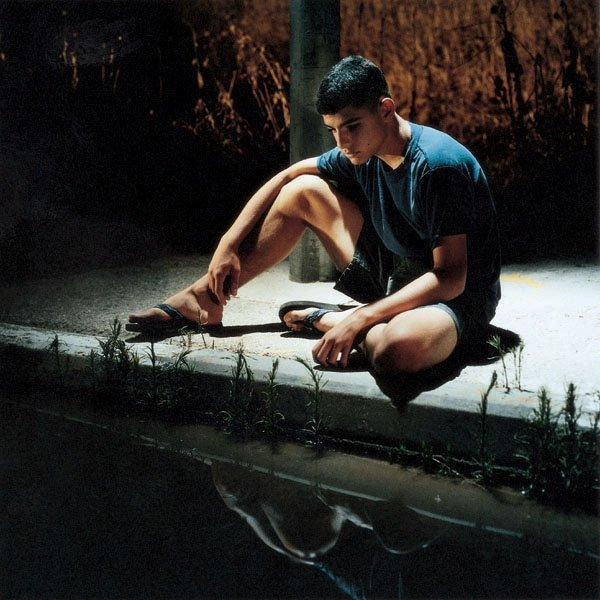
Fotografia artistica di Adi Nes.

## Adozione del termine "narcisismo" in psicologia
Nel 1898 Havelock Ellis, un sessuologo inglese, usa il termine narcissus-like in un suo studio sull'autoerotismo, in riferimento alla "masturbazione eccessiva", in cui la persona diventa il proprio unico oggetto sessuale.
Nel 1899, Paul Näche è la prima persona ad utilizzare il termine "narcisismo" in uno studio sulle perversioni sessuali.
Nel 1911, Otto Rank pubblica il primo scritto psicoanalitico specificamente centrato sul narcisismo, collegandolo alla vanità e all'auto-ammirazione.
Nel 1914, Sigmund Freud pubblica un saggio sul narcisismo, intitolato Introduzione al narcisismo, nel quale amplia il significato del termine, introducendo i concetti di narcisismo primario e di narcisismo secondario o protratto.
Attualmente un disturbo della personalità è denominato disturbo narcisistico di personalità e, in generale, col termine "narcisismo" si viene ad indicare l'amore, spesso esagerato, che una persona prova per la propria immagine e per se stesso.

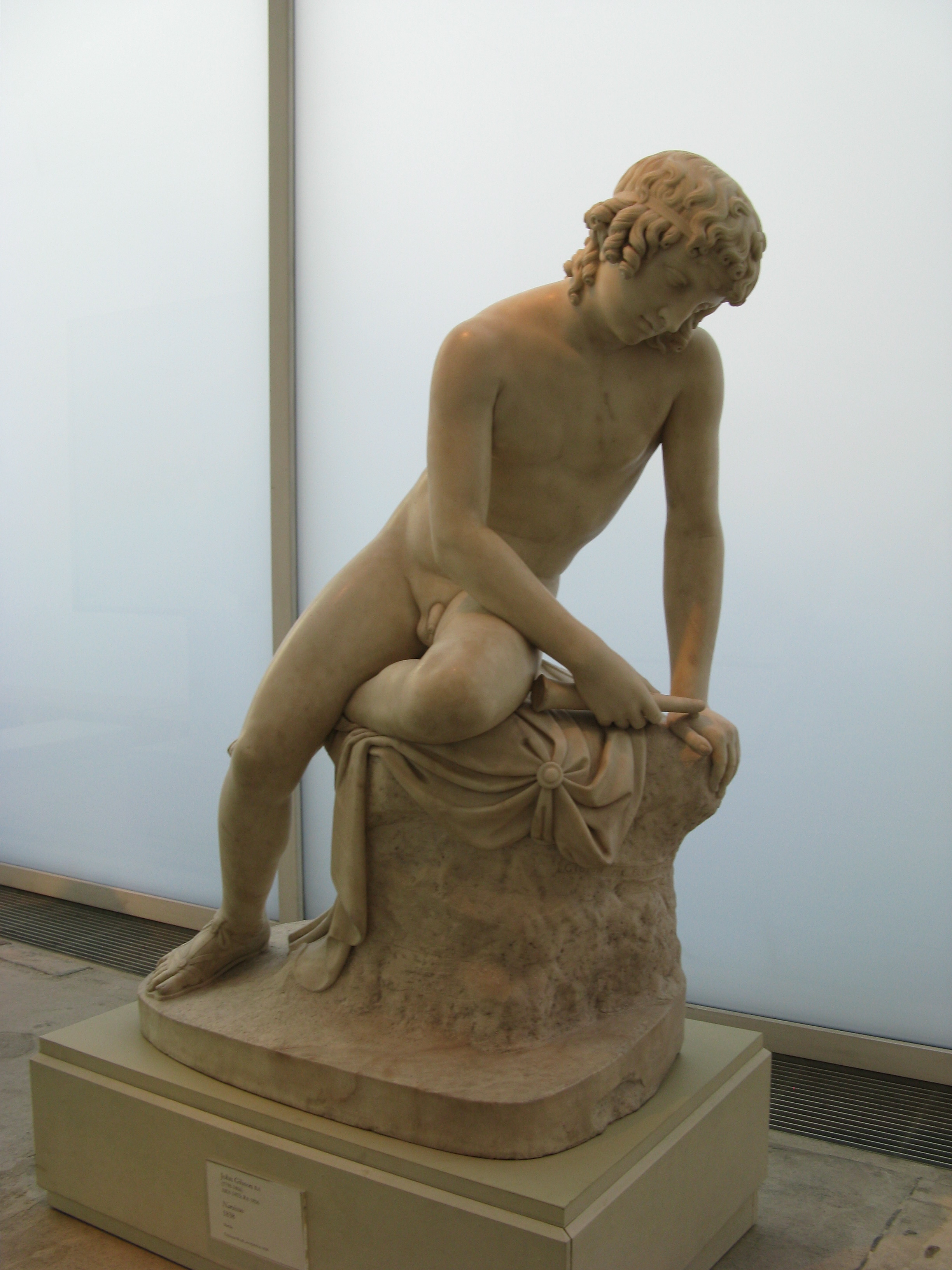
Narciso, di John Gibson alla Royal Academy of Arts.